# Château de Pontmain
Le château de Pontmain est un château français en ruines, situé à Pontmain, dans le département de la Mayenne et la région des Pays de la Loire.

## Situation
C'est par le rapprochement des quatre ponts ou passages fortifiés de la Futaie entre la Mayenne et la Bretagne que l'on peut en saisir la signification : 
- le Pontmain, avec son château bâti dans l'enceinte d'un châtelier du XIe siècle, et sa chapelle devenue église paroissiale ;
- le Pont-Dom-Guérin, protégé par le Château de Mausson de même origine, ayant aussi sa chapelle d'ermitage de Saint-Abraham ;
- le Pont-Aubray, qui garde intact son châtelier et sa chapelle d'origine romane.

C'est à cet angle de la Mayenne que convergeaient tous les Chemins montais qui empruntaient son territoire ; par là que se dirigeait le mouvement le plus actif de communication. Le baron de Mayenne songea dès sa première investiture, en assurant la sécurité des voyageurs, à s'en procurer le bénéfice. Le seigneur de Landivy fut son voyer, comme il est nommé dans la vie de saint Guillaume Firmat. Pontmain, qu'il se réserva et qu'il fortifia mieux que les autres ponts ou passages, fut le chef-lieu d'une de ses châtellenies, qu'il n'abandonna jamais.

## Histoire
La châtellenie de Pontmain relève de la baronnie, puis marquisat (1544), puis du duché de Mayenne (1554).
Celle-ci regroupe les lieux suivants : Levaré, le Buron, le Parc de Goué, la Prévôterie, Hémenard, la Biardière, Avrillé, Orcisse, la Chancellerie (Saint-Ellier), le Lac (Larchamp), etc.
La juridiction s'exerçait au bourg de La Tannière par un bailli, un lieutenant, un avocat et un procureur fiscal.

### Sceau
Le sceau des contrats était comme toujours aux armes du seigneur de Mayenne.
Les sceaux de Pontmain aux armes de Lorraine se rencontrent assez fréquemment. Celui qu'on a adopté au XIXe siècle pour médailles et publications diverses, où l'on voit une sorte d'étoile à 3 rayons débordants d'un écusson, est pour l'Abbé Angot de fantaisie. L'abbé Charles Pointeau en a fait l'aveu et en attribue la paternité à M. Friteau, de Pontmain. Le boisseau seigneurial, d'abord de 12 livres 8 onces, était de 30 livres en 1628, et enfin de 40 livres après vingt-cinq ans de contestations, en 1789.

### Château ruiné
Ce château — ou plutôt ces ruines, — donné à rente pour 60 ₶ par François de Guise (1554-1563) à Jacques de Goué, sous réserve des droits seigneuriaux, échut en partage à Yves du Pontavice, gendre de Jacques de Goué, avec les quatre métairies prises par défrichement sur les bois voisins, et fut acquis par Guy de Scépeaux, seigneur de Mausson, dont les successeurs possédaient encore ce domaine en 1669.
D'après une note de M. Le Nicolais de Clinchamp, en 1850, les forges étaient alimentées par l'étang qui entourait le château. On voyait encore des traces du fourneau.
En 1850, Jean-Jacques Morin, acquéreur de l'emplacement du château, en fit démolir les anciennes ruines et mit la terre sur ses prés. Quelques pierres de taille, qui ont été extraites des ruines par le propriétaire actuel, portent des ornements de cette époque. Les matériaux du château de Pontmain, en partie ruiné, ont servi à la construction de l'église Saint-Simon-et-Saint-Jude de Pontmain.

## Description
On voyait encore à l'entrée du château, en 1846, une motte féodale qui était peut-être plutôt une butte faisant partie du châtelier primitif, dont l'enceinte est toujours reconnaissable. C'est à peine s'il subsiste aujourd'hui un pan de mur du château qu'on puisse attribuer au XVe siècle. Le Dauphin Charles en avait déjà ordonné en 1422 le démantèlement, qui fut exécuté par Jean des Vaux, capitaine de Mayenne.
Le château, puissante forteresse des seigneur de Mayenne à la limite de Bretagne, saccagé pendant la Guerre de Cent Ans, fut certainement reconstruit pour une partie et habité par les officiers de la châtellenie au XVIe siècle. La partie habitée était vers le bourg. Un étang formé par la petite rivière entourait tout le château, sauf sur le côté Sud-Ouest où un immense fossé dont les terres avaient été rejetées en dehors se remplissait lui aussi de l'eau de la rivière. On ne peut rien dire de la forme ni de l'âge des anciennes constructions. Les capitaines furent ordinairement les mêmes que ceux de Mayenne.

### Sources et bibliographie
- « Château de Pontmain », dans Alphonse-Victor Angot et Ferdinand Gaugain, Dictionnaire historique, topographique et biographique de la Mayenne, Laval, A. Goupil, 1900-1910 [détail des éditions] (BNF 34106789, présentation en ligne)